# Mauritius Institute Bulletin
Mauritius Institute Bulletin (abreviado Mauritius Inst. Bull.) es una revista científica con ilustraciones y descripciones botánicas que es publicada en Port Louis desde el año 1937.